# خطماء ألفريد دوجيس
خطماء ألفريد دوجيس (الاسم العلمي: Trombicula alfreddugesi) (بالإنجليزية: Scrub-Itch mite)‏ هي نوع من الحيوانات يتبع جنس الخطماء من فصيلة الخطميات.